# Autoroute A330
Die Autoroute A 330 ist eine französische Autobahn mit Beginn in Vandœuvre-lès-Nancy und Ende in Flavigny-sur-Moselle. Sie hat eine Länge von insgesamt 11,0 km.

## Geschichte
- 1976: Eröffnung Vandœuvre-lès-Nancy – Fléville-devant-Nancy (RD674 – A 33)
- 1979: Eröffnung Fléville-devant Nancy – Richardménil-nord (A 33 – Abfahrt 6)
- 1980: Eröffnung Richardménil-nord – Richardménil-sud (Abfahrt 6 – 7)
- 1988: Eröffnung Richardménil-sud – Flavigny-sur-Moselle (Abfahrt 7 – N 57)

## Städte an der Autobahn
- Nancy